# Symphysodon aequifasciatus
El peix disc (Symphysodon aequifasciatus) és una espècie de peix de la família dels cíclids i de l'ordre dels perciformes.

## Morfologia
- Els mascles poden assolir 20 cm de longitud total.[2][3]

## Distribució geogràfica
Es troba a Sud-amèrica: conca del riu Amazones (des del riu Putumayo -Colòmbia i el Perú- fins a la conca del riu Tocantins -Brasil-).

## Hàbitat
És una espècie de clima tropical entre 28-32 °C de temperatura.

## Alimentació
Menja larves d'insectes, insectes i invertebrats planctònics.

## Galeria

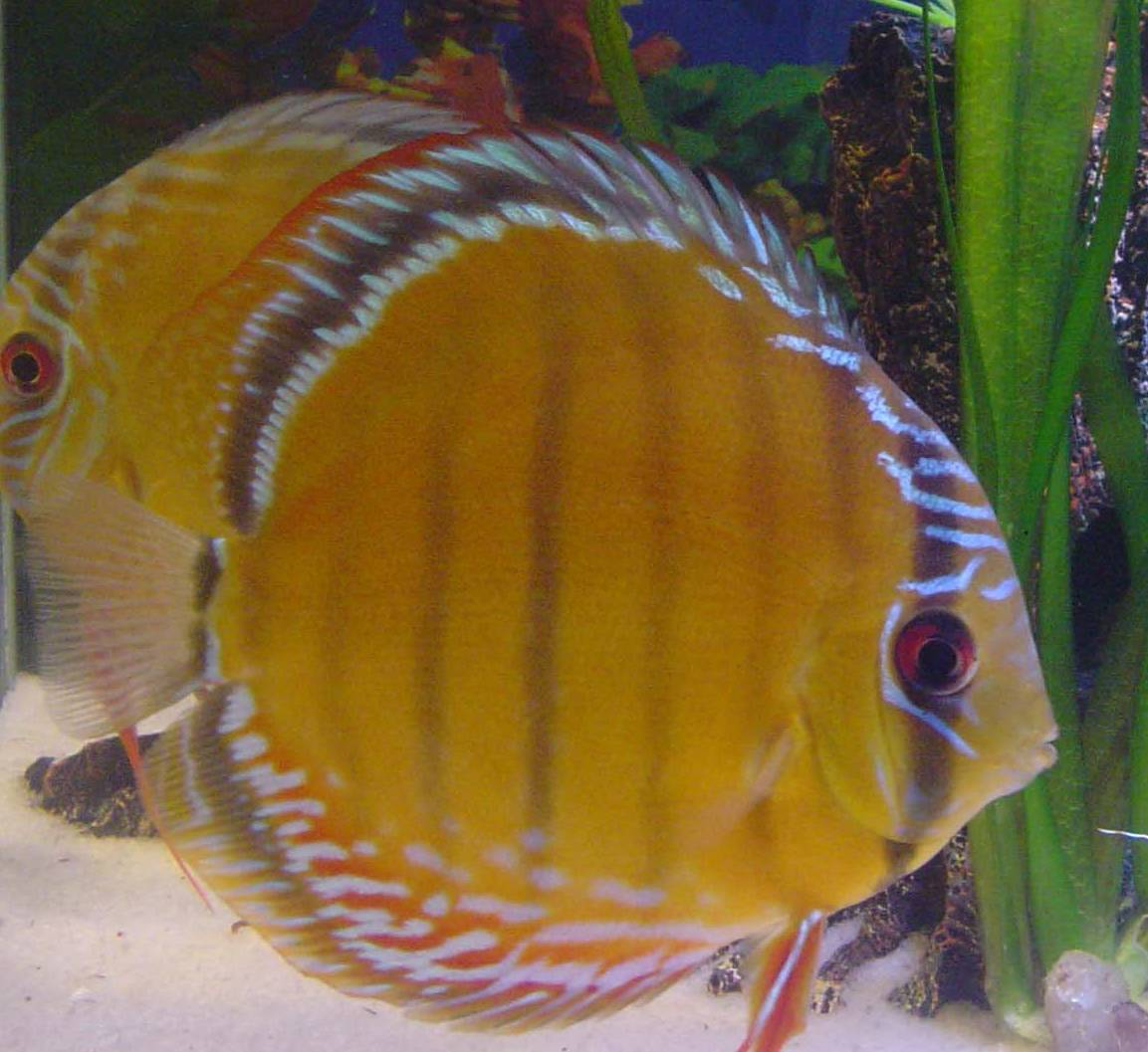
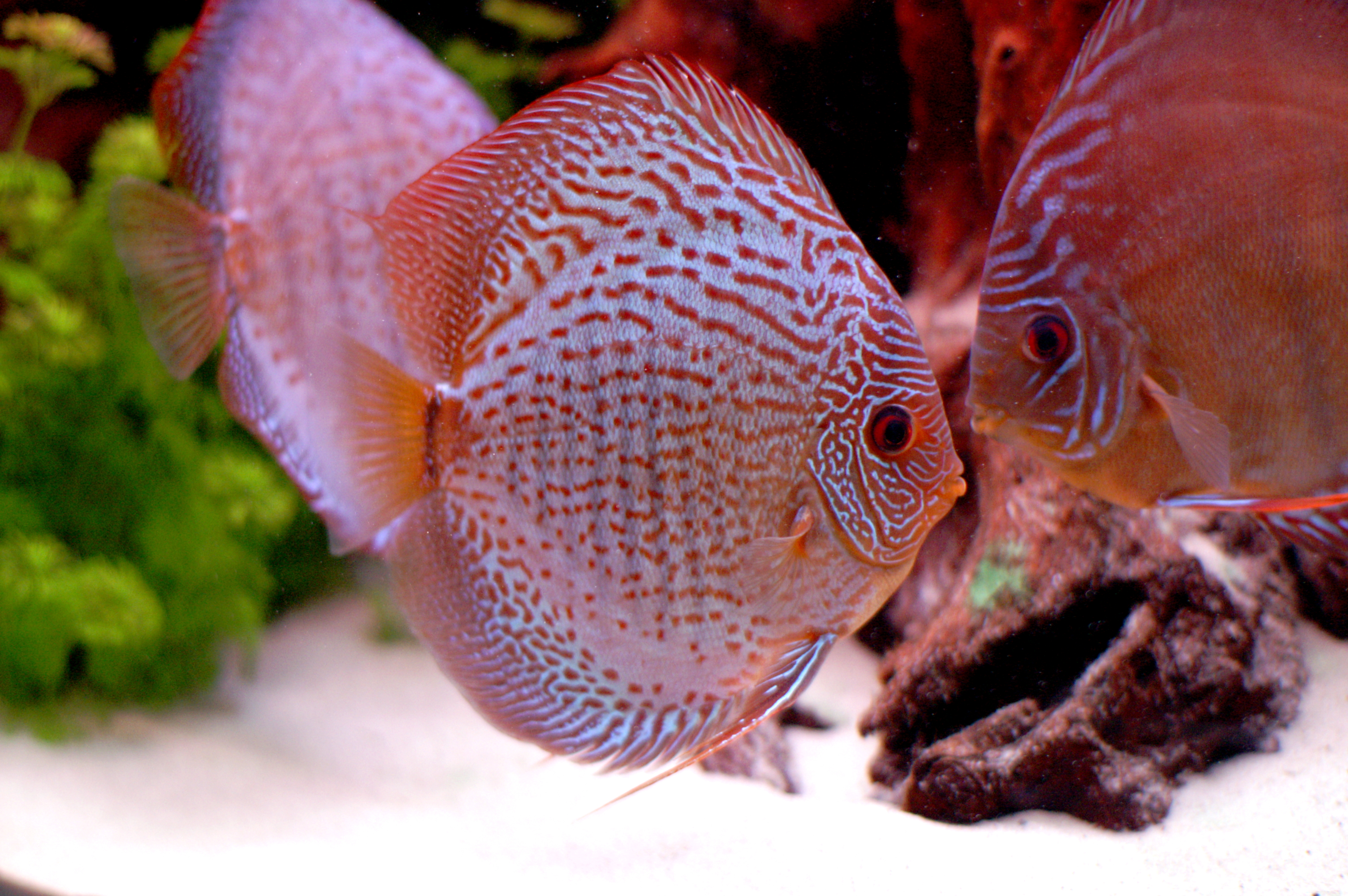
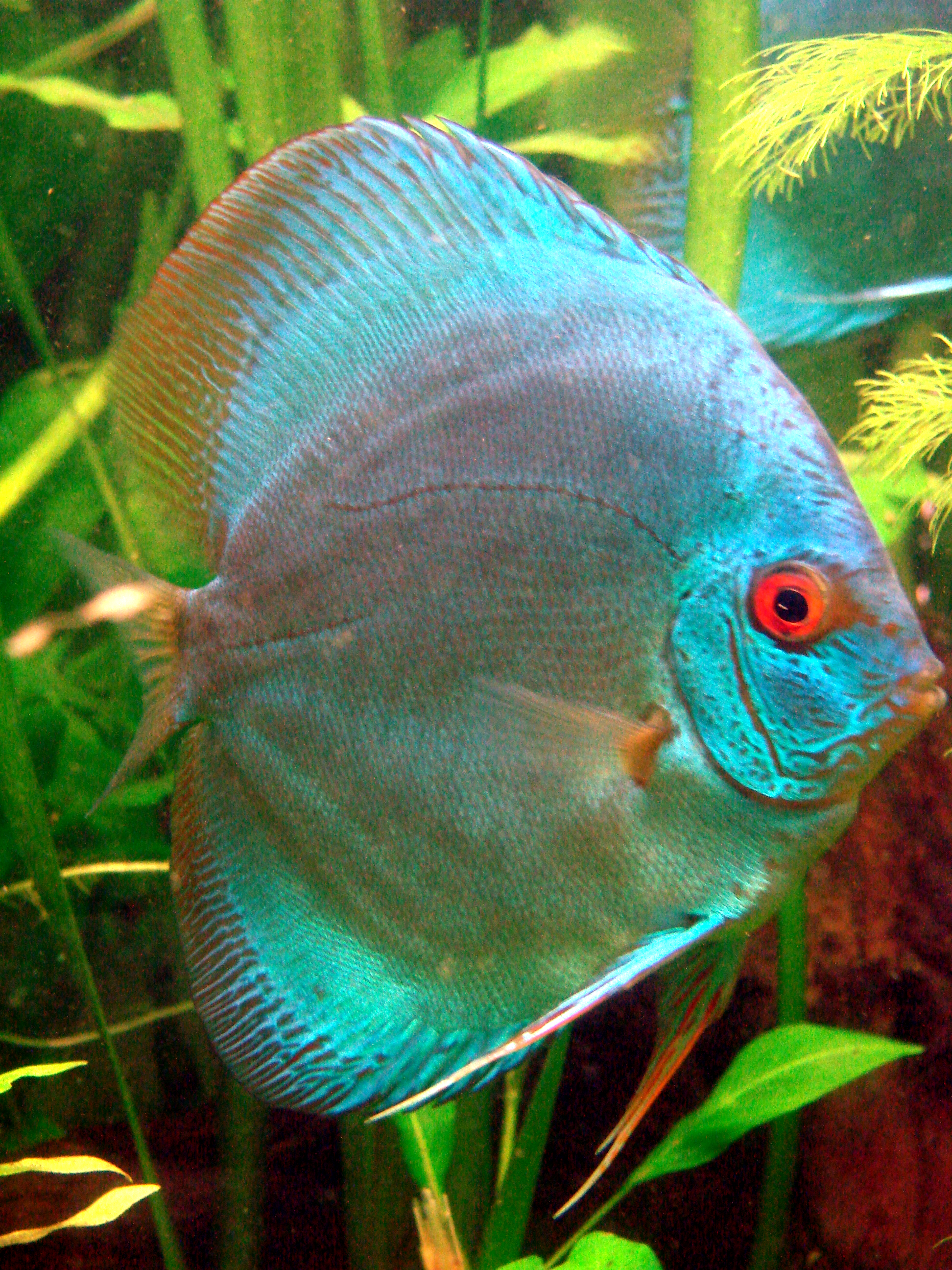
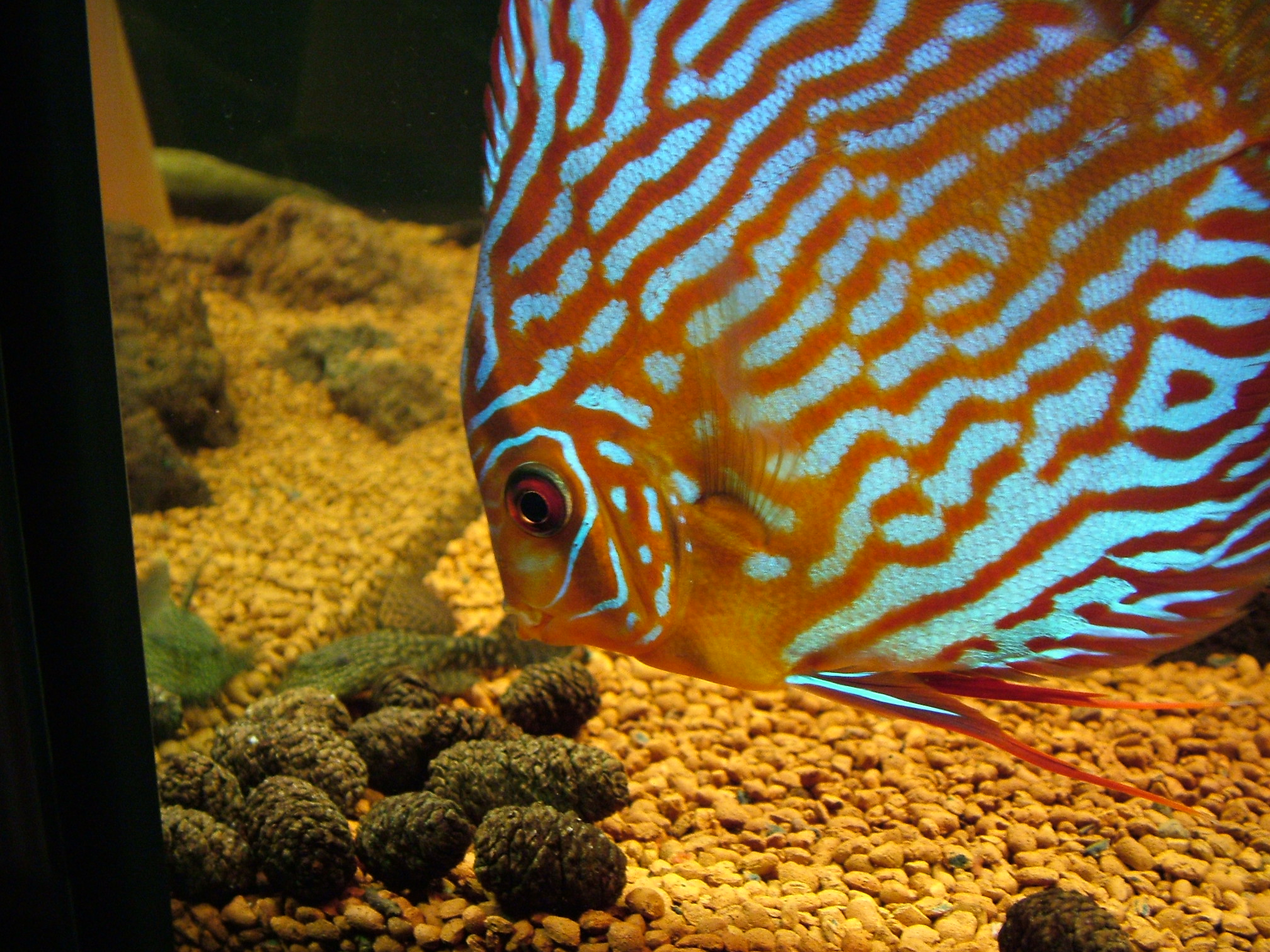